# Конисполи
Кониспо́ли (алб. Konispol) — самый южный город Албании. Расположен на расстоянии 1 км от албано-греческой границы, в округе Саранда префектуры Влёра.
Находится в 191 км от Тираны, в 4 км к северу от греческого города Сайяда (географически).
Экономика города основана на сельском хозяйстве и виноградарстве. Город является культурным центром общины чамских албанцев, здесь возведён мемориал в память об изгнании греческими экстремистами чамских албанцев из Греции по окончании Второй мировой войны.

## Кониспольские пещеры
В 1992 г. поблизости от города были обнаружены 7 пещер со следами обитания от верхнего палеолита до железного века.

## Известные уроженцы
В Конисполе родился албанский военачальник Теме Сейко, в 1958—1960 командующий военно-морским флотом НРА. Контр-адмирал Сейко был казнён по политическому обвинению в период репрессий против чамских албанцев.